# Тоёно (посёлок)
Тоёно (яп. 豊能町 Тоёно-тё:) — посёлок в Японии, находящийся в уезде Тоёно префектуры Осака. Площадь посёлка составляет 34,37 км², население — 20 221 человек (1 августа 2014), плотность населения — 588,33 чел./км².

## Географическое положение
Посёлок расположен на острове Хонсю в префектуре Осака региона Кинки. С ним граничат города Ибараки, Миноо, Камеока, Каваниси и посёлок Носе.

## Население
Население посёлка составляет 20 221 человек (1 августа 2014), а плотность — 588,33 чел./км². Изменение численности населения с 1980 по 2005 годы:
| 1980 | 12 471 чел. |  |
| 1985 | 16 297 чел. |  |
| 1990 | 23 676 чел. |  |
| 1995 | 26 617 чел. |  |
| 2000 | 25 722 чел. |  |
| 2005 | 23 928 чел. |  |

## Символика
Деревом посёлка считается криптомерия, цветком — одуванчик, птицей — Cettia diphone.